# Louis Thomas Marchant
Pour les articles homonymes, voir Marchant.
Louis Thomas Marchant, né le 14 juillet 1756 à Faremoutiers (Seine-et-Marne), mort le 15 novembre 1824 dans la même ville, est un général de brigade de la Révolution française.

## États de service
Il entre en service le 18 août 1777, comme dragon au régiment colonel-général, et il est congédié le 30 novembre 1779.
Il reprend du service comme chef de bataillon le 2 octobre 1793, chargé de la réquisition dans le district de Rozay-en-Brie, puis il est affecté à l’armée des Ardennes.
Il est promu général de brigade le 27 janvier 1794. Le 10 avril suivant il commande Bouillon, et il est chassé de la ville le 19 mai par le général Autrichien Beaulieu. À la suite de cette affaire, il est relevé de ses fonctions et autorisé à prendre sa retraite le 9 juin 1794.
Il est réhabilité le 11 septembre 1794, mais il n’est pas remis en activité.
Il meurt le 15 novembre 1824, à Faremoutiers.

## Sources
- (en) « Generals Who Served in the French Army during the Period 1789 - 1814: Eberle to Exelmans »
- (pl) « Napoléon.org.pl »
- Yves Richard et Denis Sarazin-Charpentier, La Révolution à Coulommiers et dans sa région, Amatteis, 1989.